# رنجش تیلر پری
رنجش تیلر پری (انگلیسی: Acrimony) یک فیلم به کارگردانی تایلر پری است که در سال ۲۰۱۸ منتشر شد.

## داستان
ملیندا مور همسری استوار و سخت کوش است که از شوهرش، رابرت گیل، مهندسی که سعی در فروش یک طرح نوآورانه باتری دارد، حمایت می کند. کل/کاهش موجودی از درآمدهایی که ملیندا پس از مرگ مادرش دریافت می‌کند، در حالی به تصویر کشیده می‌شود که این زوج بدهکار شده‌اند، که به مرور زمان ازدواج آنها را به هم می‌زند. این فیلم بر اساس طیف عاطفی که ملیندا تجربه می‌کند به دسته‌هایی تقسیم می‌شود که به شرح زیر است